# Durbuy
Durbuy (Derbu en valón) es una ciudad y municipio (commune) francófona de la provincia belga de Luxemburgo, en la región valona. A 1 de enero de 2019, la población de la comuna era de 11.395 habitantes. La superficie total de la comuna es 156,61 km², lo que convierte a Durbuy en una de las 15 comunas más extensas de Bélgica. Tiene una densidad de 72,6 habitantes por kilómetro cuadrado.
En la Edad Media, Durbuy fue un importante centro comercial e industrial. En 1331, Juan I de Bohemia, Conde de Luxemburgo y Rey de Bohemia, otorgó a Durbuy el título de ciudad.
Las principales actividades económicas de Durbuy en la actualidad están relacionadas con el turismo y el ocio. Las localidades de Wéris, famosa por sus megalitos, Barvaux-sur-Ourthe y Bomal se sitúan en la comuna de Durbuy.
Durbuy es frecuentemente descrita, aunque sin mucha justificación, como «la ciudad más pequeña del mundo».
En el año 2007, obtuvo la distinción EDEN, que otorga la Comisión Europea, a uno de los «Mejores destinos rurales emergentes europeos de excelencia».

## Geografía
La comuna de Durbuy se sitúa al norte de la provincia de Luxemburgo. Limita al norte con la provincia de Lieja y al oeste con la provincia de Namur. La comuna se extiende por cuatro regiones naturales de Bélgica (el Condroz, la Famenne, la Calestienne y las Ardenas), y está bañada por el río Ourthe.

### Secciones del municipio
El municipio comprende los antiguos municipios, que se fusionaron en 1977:
| - Durbuy - Barvaux - Grandhan - Septon - Wéris - Bende - Bomal - Borlon - Heyd - Izier - Tohogne - Villers-Sainte-Gertrude |

### Aldeas del municipio
El municipio comprende los aldeas de: Bohon, Palenge, Oneux, Longueville, Houmart, Hermanne, Verlaine-sur-Ourthe, Warre, Herbet, Ozo, Oppagne, Morville, Petite-Somme y Rome.

## Demografía

### Evolución
Todos los datos históricos relativos al actual municipio, el siguiente gráfico refleja su evolución demográfica, incluyendo municipios después de efectuada la fusión el 1 de enero de 1977.
| Gráfica de evolución demográfica de Durbuy entre 1846 y 2020 |
|                                                              |

## Ciudades hermanas
- Nieuwpoort (Bélgica)
- Saint-Amour-Bellevue (Francia)
- Beneşti (Rumania)
- Östhammar (Suecia)
- Hanyu (Japón)

### Geología

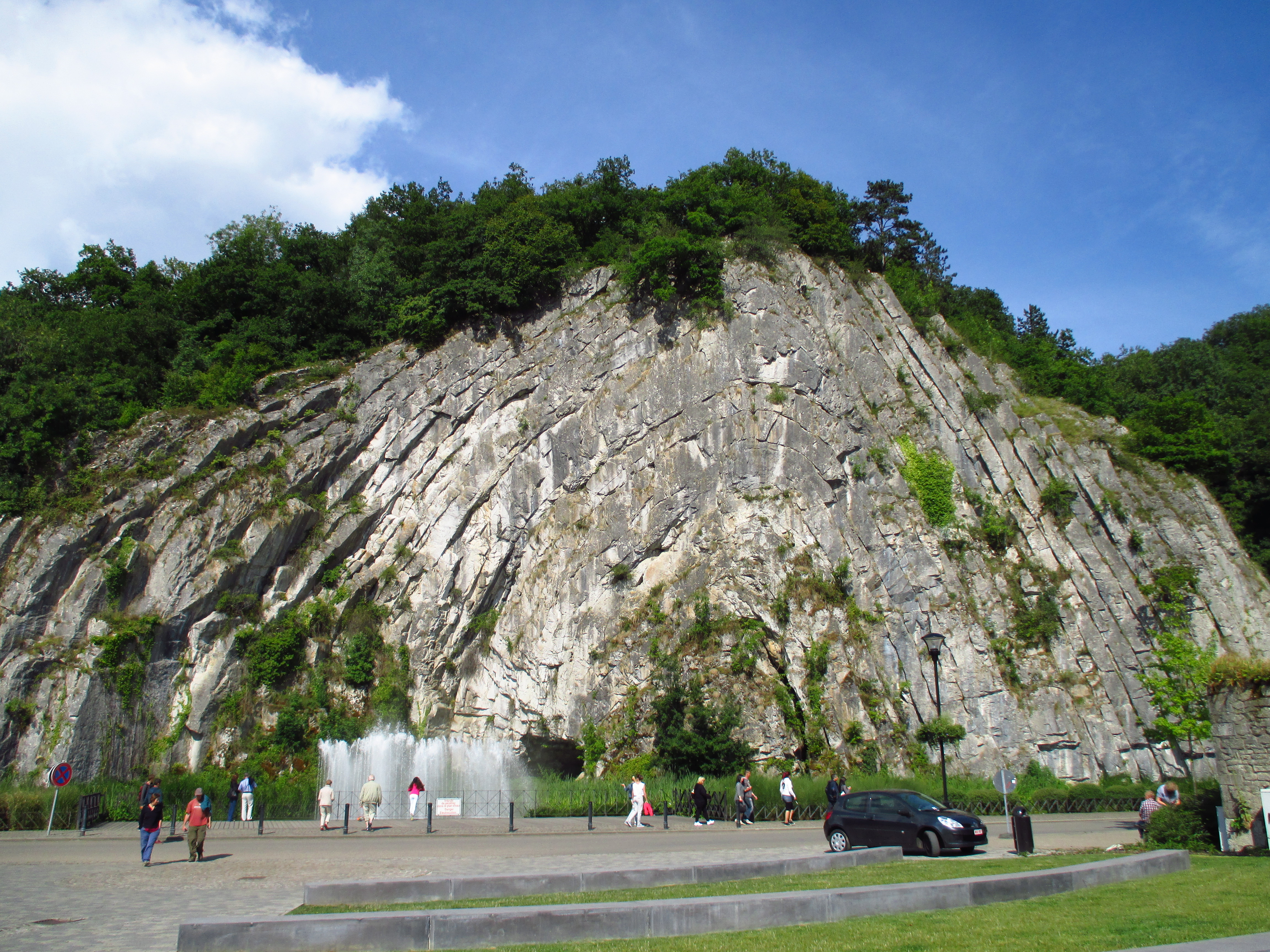
Anticlinal de Durbuy (Rocher Homalius).

Durbuy cuenta con una famosa anticlinal, testimonio de la época en la que las Ardenas formaban un macizo montañoso, hoy debilitado por millones de años de erosión. La anticlinal de Durbuy fue descrita en 1807 por el geólogo Jean-Baptiste d'Omalius d'Halloy en los Annales des Mines. Por esta razón, se la conoce como rocher Homalius (peñasco Homalius).

### Vías de comunicación y transporte
La comuna de Durbuy está cubierta por la línea ferroviaria del Ourthe (línea 43), que conecta las localidades de Lieja y Marloie. La comuna cuenta con dos apeaderos sobre esta línea: el de Barvaux y el de Bomal.
Durbuy está relativamente al margen de los grandes ejes viarios; un potencial inconveniente que se ha convertido en una ventaja turística, al favorecer la preservación de los paisajes y el entorno natural. En cualquier caso, la comuna es accesible a través de tres ejes viarios:
- la autovía europea E25 entre Lieja y la ciudad de Luxemburgo.
- la carretera nacional N63, entre Lieja y Marche-en-Famenne.
- la carretera nacional N4, entre Namur y Arlon.

## Historia

### El condado de Durbuy
Hacia el año 1000, las tierras de Durbuy constituían un alodio del duque Gotelón I de Lotaringia, hijo de Godofredo I de Verdún, descendiente de la poderosa familia de Ardenne-Verdun. Su hija Ragelinda recibió el alodio de Durbuy en la repartición de los bienes alodiales y lo aportó, en forma de dote, al conde Alberto II de Namur, con quien desposó. Durante la primera mitad del siglo XI, se produjo una importante transformación en el dominio: el centro señorial se trasladó de Tahogne a Durbuy, donde se construyó un castillo en un punto de paso sobre el río Ourthe. Tohogne siguió siendo la única parroquia del dominio, y la iglesia de San Martín fue reconstruida en esa época.
El hijo primogénito de Alberto II y de Ragelinda se convirtió en 1063 en el conde Alberto III de Namur; también heredó el condado de Laroche. El benjamín se convirtió en el conde Enrique I de Durbuy, y falleció tras 1097. Enrique I es conocido como Come Henricus de Dolbui castello (el conde Enrique del castillo de Durbuy, mención escrita en 1078). Su hijo es el conde Godofredo I de Durbuy. A su muerte (antes de 1124), su hijo se convierte en el tercer conde, bajo el nombre de Enrique II de Durbuy. Muere muy joven, hacia 1147. El condado de Durbuy pasa entonces a su primo, Enrique IV de Luxemburgo, llamado Enrique el Ciego.

### Durbuy bajo el control de laCasa de Luxemburgo
Durbuy, núcleo de la llamada "tierra de Durbuy", está desde el siglo XII a cargo de la defensa del territorio de los condes de Luxemburgo ante vecinos y rivales como los príncipes-obispos de Lieja y los príncipes-abades de Stavelot-Malmedy. El castillo de Durbuy, construido sobre un macizo rocoso rodeado por el río Ourthe, y la muralla de protección del castillo y el burgo que se desarrolló a su pie, responden a esa vocación defensiva.
A la muerte de Enrique IV de Luxemburgo, denominado el Ciego, en 1196, su hija Emersinda heredó los condados de Luxemburgo, Durbuy y Laroche. La condena Emersinda murió en 1247: su hijo primogénito, Enrique V el Rubio, heredó los condados de Luxemburgo, Arlon y Laroche; mientras que su benjamín, Gerardo, se convirtió en conde de Durbuy. En 1304, tras la muerte de este último, sus dos hijas renunciaron a sus derechos sobre Durbuy en favor de su primo Enrique VII, conde de Luxemburgo. A la muerte de éste, en 1313, su hijo Juan I, rey de Bohemia, heredó el condado de Luxemburgo.
Durbuy adquiere su título de ciudad (ville) en 1331, cuando Juan I, rey de Bohemia y conde de Luxemburgo, concede a los burgueses de Durbuy una serie de privilegios consignados en la Carta de franquicia. La concesión de este título a Durbuy no se debió a que se hubiera convertido en un centro importante de población, sino al carácter estratégico de su emplazamiento, que lo convertía, además, en centro de comercio y de justicia. En efecto, Durbuy se situaba entonces en la frontera norte del condado de Luxemburgo, y por tanto estaba expuesta a sufrir ataques extranjeros. Sin embargo, tan sólo una ciudad podía disponer de un ejército: es por esto que Juan I de Bohemia concedió el título a Durbuy, con el objetivo de reducir los desplazamientos de tropas en el norte.